# Dear Diary, My Teen Angst Has a Body Count
Dear Diary, My Teen Angst Has a Body Count è un album del gruppo musicale From First to Last, pubblicato il 29 giugno 2004 dall'etichetta discografica Epitaph. L'album ha raggiunto la 12ª posizione della classifica statunitense Top Heatseekers e la 21^ della Top Independent Albums.

## Tracce
1. Soliloquy – 0:25
2. The One Armed Boxer vs. the Flying Guillotine – 3:18
3. Note to Self (3:59 nella versione remix) – 3:53
4. I Liked You Better Before You Were Naked on the Internet – 1:54
5. Featuring Some of Your Favorite Words – 4:01
6. Emily – 2:39
7. Secrets Don't Make Friends (4:07 nella versione remix) – 4:01
8. Populace in Two (4:25 nella versione remix) – 3:59
9. Kiss Me, I'm Contagious (3:27 nella versione remix) – 3:22
10. Minuet – 1:02
11. Ride the Wings of Pestilence (3:44 nella versione remix) – 4:27
12. Dead Baby Kickball – 5:16

### B-side
- Failure by Designer Jeans - 3:06

## Formazione
- Sonny Moore - voce
- Matt Good - chitarra
- Jon Weisberg - basso, growl
- Travis Richter - chitarra, scream
- Derek Bloom - batteria

### Crediti
- Lee Dyess - produzione, ingegneria del suono, missaggio
- Brian Gardner - masterizzazione
- Nick Pritchard - design
- Adam Krause - fotografia
- Major League Player - voce addizionale in Dead Baby Kickball
- Nick Pritchard - copertina e design
- Cody Nierstadt - design